# Antony Garrett Lisi
Antony Garrett Lisi (Los Angeles, 24 gennaio 1968) è un fisico statunitense.

## Biografia
Laureato alla UCLA non è affiliato ad alcuna università. Lisi è amante del surf e dello snowboard, attività che pratica a giorni alterni rispetto allo studio della fisica.
Il 6 novembre 2007 è balzato agli onori della cronaca per aver inserito sull'archivio arXiv un articolo dal titolo "Una Teoria del tutto straordinariamente semplice" ("An Exceptionally Simple Theory of Everything"), che dovrebbe secondo l'autore presentare una nuova teoria in grado di unificare la fisica quantistica con la gravitazione utilizzando l'Algebra di Lie del gruppo E8. 
La teoria tuttavia non è stata sottoposta ad una revisione paritaria e non presenta i dettagli necessari affinché il modello possa descrivere in modo completo l'universo, ad esempio nella trattazione di Lisi l'intensità delle forze fondamentali è completamente assente. Per questo motivo, la teoria non è verificabile e non può fornire una risposta al problema della gravità quantistica. Tentativi analoghi a quello di Lisi erano già stati compiuti all'inizio della seconda metà del XX secolo, arrivando alla conclusione che l'interazione gravitazionale non possa essere unita alle altre forze fondamentali attraverso teorie di gauge basate sui gruppi di Lie, risultato noto come teorema di Coleman-Mandula. È infatti stato provato che anche la proposta di Lisi soffre di simili problemi, che restano quindi del tutto irrisolti dalla nuova teoria. Il modello di Lisi è stato quindi abbandonato senza avere alcun seguito e può quindi essere annoverata tra le cosiddette "crackpot theories".

## La teoria di Lisi
Lisi sostiene che le particelle che formano l'universo sono strutturate completamente secondo l'Algebra di Lie E8, perfino le particelle fermioniche, come i neutrini e gli elettroni, in violazione del teorema spin-statistica. La teoria è quindi completamente inconsistente fin dalle sue fondamenta.
Nel gruppo E8, la struttura che descrive la relazione fra tutte le forze e le particelle è rappresentata da un "reticolo" di relazioni composto di 248 punti.
Secondo Lisi, ad ognuno dei 248 punti che lo compongono, sarebbe possibile associare una determinata forza o particella elementare, di modo che alle relazioni matematiche che legano fra loro i vari punti di E8 corrisponderebbero analoghe relazioni tra le particelle e le forze associate (gravità inclusa). In questa struttura 20 punti rimangono liberi e questi punti corrisponderebbero a 20 particelle elementari non ancora individuate.

## Reazioni alla teoria di Lisi
Nonostante la mancanza di fondamento fisico e matematico, la teoria di Lisi ha catturato l'attenzione di giornali e riviste divulgative. Il fisico Lee Smolin ha descritto la teoria come "uno dei più irresistibili modelli di unificazione che io abbia mai visto in molti, molti anni". Smolin avrebbe però poi dichiarato di essere stato citato fuori dal contesto del suo discorso.

Il Telegraph ha scritto: 
La teoria non ha avuto però alcun seguito nella fisica delle interazioni fondamentali, rimanendo sostanzialmente e ragionevolmente ignorata.